# Constant speed propeller

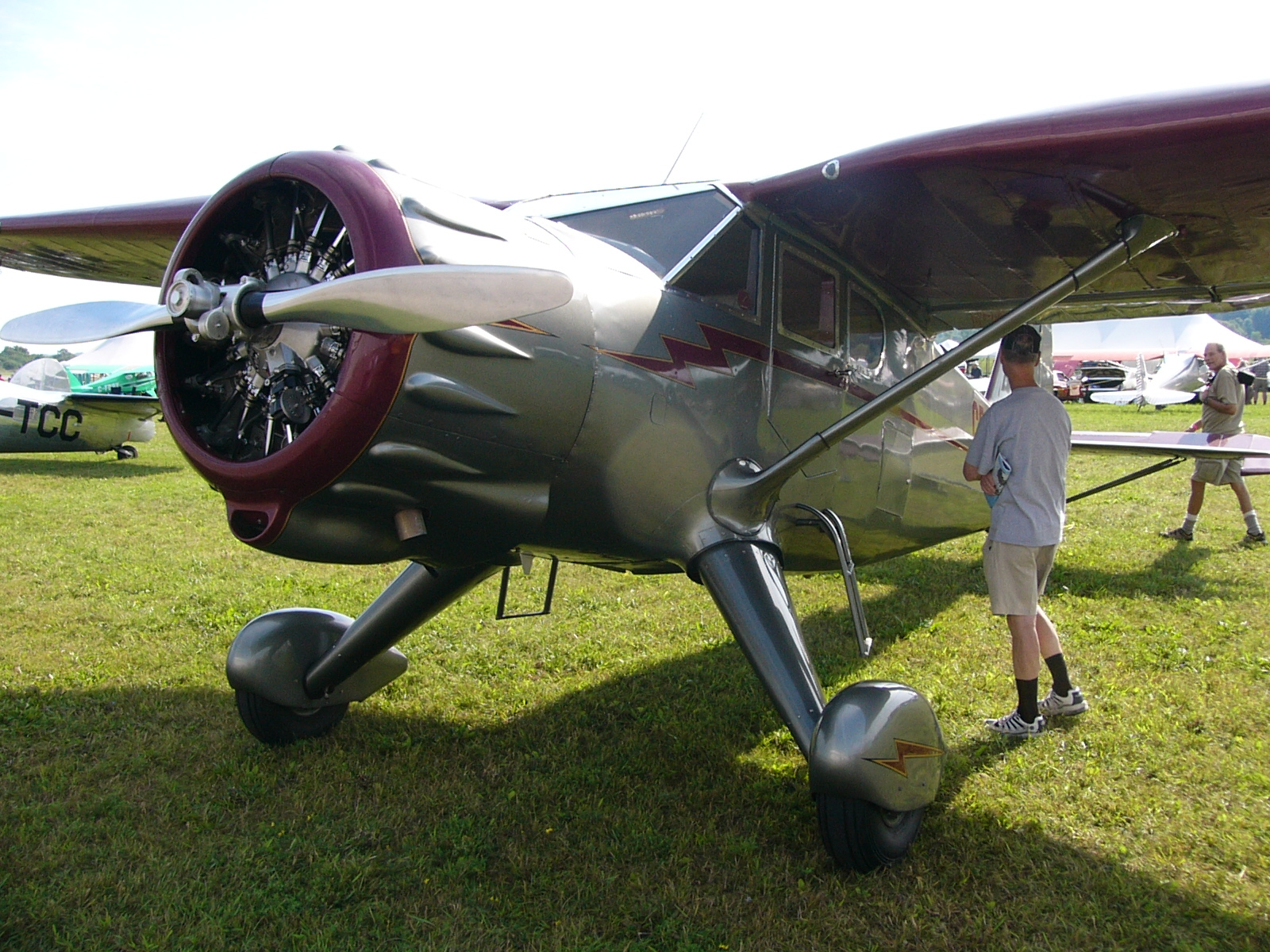
Constant speed propeller på en Stinson V77 Reliant.

Constant speed propeller är en omställbar flygplanspropeller försedd med en varvtalsregulator, även kallad propellerregulator. 
Principen med en omställbar propeller kan jämföras med växellådan i en bil. Vid låg fart har propellerbladen en liten vinkel för att kunna hålla ett högt varvtal och ge full effekt på motorn. Detta motsvarar ettans växel i en bil som kör i låg fart upp för en backe. Vid flygning rakt fram med normala marschvärden har propellerbladen en större vinkel för att ge bästa effekt från motorn. Detta motsvarar en högre växel i bilen. Om ett flygplan ändrar fart i stigning eller plané kommer belastningen på propeller att ändras och därmed varvtalet och effekten på motorn. För att förenkla arbetssituationen för piloten och även göra flygningen mer ekonomisk är flygplan med omställbar propeller ofta, men inte alltid, försedd med en regulator som anpassar bladvinkeln efter motorns belastning så att varvtalet och därmed effektuttaget hålls konstant. Det av propellerregulatorn reglerade varvtalet kan ökas eller minskas med propellerspaken som oftast sitter bredvid gasreglaget i förarkabinen. Om propellerspaken i ett enmotorigt flygplan ställs i ändläge för lågt varv kopplas automatiken helt ur. Vid motsvarande manöver i ett flermotorigt flygplan flöjlas propellern för att ge minsta möjliga luftmotstånd efter ett motorbortfall. 
Omställningssystemet består i huvudsak av:
- omställningsmekanismen i främre delen av propellernavet
- propellerregulator, oftast monterad på en växellåda på motorns bakre del
- hydraulledningar och mekaniska överföringsorgan

De verkande krafterna för att ändra bladvinkeln i omställningsmekanismen kan variera lite. En vanlig kombination är att liten bladvinkel ställs in med hydraultryck från motorns olja, medan stor bladvinkel erhålls med centrifugalkraft från motvikter som sitter på propellerbladen intill propellernavet. På vissa propellrar är motvikterna ersatta med en kraftig fjäder inbyggd i navet, eller med ett gastryck, eller en kombination av dessa två. Större motorer använder oftast oljetryck för att reglera såväl liten som stor bladvinkel. Så är fallet exempelvis med motorerna på en DC-3.